# Cyan (groupe)
 (août 2017).
Pour les articles homonymes, voir Cyan (homonymie).
Cyan est un groupe de pop rock espagnol, originaire de Barcelone, en Catalogne. Il est formé en 2008 par Javi Fernández, Jordi Navarro, Gorka Dresbaj, et Sebastián Limongi. Cette même année, le groupe publie son premier album, l'éponyme Cyan, suivi de Historias para no romperse en 2011, et d'un troisième opus en 2013 intitulé Delapso.

## Biographie
Cyan est formé en 2008 par Javi Fernández, Jordi Navarro, Gorka Dresbaj, et Sebastián Limongi. Cette même année, le groupe publie son premier album, l'éponyme Cyan. Ils jouent par la suite une brève série de concerts à Barcelone, et dans des villes comme Murcie, Madrid, Bilbao, Oviedo et Valence. Le groupe peine à percer dans la scène musicale.
En 2011, le groupe publie son deuxième album studio, Historias para no romperse au label BMG Records,. Il comprend un son pop rock teinté musique électronique. En Espagne, l'album est considéré par Arturo Paniagua de Radio 3 (Radio Nacional de España) comme l'un des meilleurs de l'année.  Il est d'ailleurs bien accueilli par la presse spécialisée comme Rolling Stone et RTVE. Par la suite, le groupe joue à quelques festivals comme le Sonorama Ribera, Arenal Sound, Monkey Week, l'EcoPop, Territorios Sevilla et le Fnac Music Festival. 
Leur troisième album studio, Delapso, est publié en février 2013. La sortie de l'album est suivie d'une longue tournée. 

## Influences
Le groupe est influencé par une variété de groupes et de genres musicaux. Ils s'inspirent de la musique latino contemporaine (Zoé, Gustavo Cerati, Natalia Lafourcade), du grunge de Seattle (Pearl Jam, Alice in Chains, Nirvana, Mudhoney), de la musique électronique (deadmau5, STRBKT, Die Antwoord), du heavy metal (Meshuggah, Megadeth, Metallica), et du rock espagnol (Los Piratas, Héroes del Silencio). Ils sont aussi influencés par différents films et livres. Ces livres incluent Le Roi des aulnes de Michael Morpurgo, et le livre d'histoire El Arte del Siglo XX.
Pour ce qui est des films, le groupe cite Dune de David Lynch, Le Seigneur des anneaux de Peter Jackson, Blade Runner, et la série culte Lost.

## Membres

### Membres actuels
- Javi Fernández - chant, piano, guitare
- Jordi Navarro - guitare, programmations
- Gorka Dresbaj - guitare,  programmations
- José Tejedor - basse
- Sel Lee - batterie

### Anciens membres
- Antonio Lara - basse (2008-2012)
- José Arcas - basse (2012)
- Sebastián Limongi - batterie (2013)